# Shift 2: Unleashed
Shift 2: Unleashed (hay còn được biết đến là Need for Speed: Shift 2 – Unleashed) là trò chơi điện tử thể loại đua xe mô phỏng nằm trong series trò chơi dài hơi Need for Speed, và là phiên bản thứ 17 của cả loạt game. Trò chơi được phát triển bởi Sightly Mad Studios và phát hành bởi Electronic Arts. Đây là trò chơi tiếp nối của phiên bản game Need for Speed: Shift đồng thời thêm thắt một số yếu tố cải tiến khác. Shift 2 Unleashed được ra mắt trên toàn thế giới (trừ Nhật Bản) vào giữa tháng 3 và tháng 4 năm 2011.

## Gameplay
Shift 2 mang đến cho người chơi trải nghiệm mô phỏng đầy thực tế, có thể kể đến cơ chế lái xe trở nên phức tạp hơn, và những hiệu ứng vật lý va chạm hay tai nạn...đều sát với thực tế. Trong suốt thời gian của game, người chơi sẽ được trải nghiệm các thể thức đua khác nhau - như ôm cua, đua truyền thống hay đua đường trường (như GT3 European Championship).
Shift 2 Unleashed bao gồm hơn 140 loại xe tới từ 37 nhà sản xuất xe, và hơn 30 trường đua khác nhau, cho người chơi có thêm nhiều sự đa dạng về các thể thức đua. Những yếu tố quan trọng khác như góc nhìn camera thứ nhất (in-helmet), trường đua ngày-đêm và hệ thống Autolog (đã từng xuất hiện trong Need for Speed: Hot Persuit) cũng được bổ sung. Tính năng chơi mạng cũng được áp dụng.
Mở đầu phần đua career, Vaughn Gittin - tay đua từng đoạt giải Formula D sẽ hướng dẫn bạn về cách chỉnh sửa thông số xe sao cho hợp lí, hệ thống Autolog, hướng dẫn người chơi cách ôm cua bẻ lái, từ đó người chơi sẽ có tiền đề tham gia vào các giải đấu lớn nhỏ, tiêu biểu như FIA GT3.
Shift 2 bao gồm hơn 140 loại xe bản quyền trong việc đua và sửa chữa, một con số tương đối ít ỏi nếu so với những dòng game mô phỏng đua xe khác như Forza Motorsport 4, hay Gran Turismo 6 (riêng Gran Turismo 6 đã có hơn 1000 loại xe khác nhau được tìm thấy). Mặc dù vậy, nhà điều hành sản xuất Marcus Nilsson nói rằng studio muốn mang những dòng xe chất lượng tới với người chơi, những dòng xe "must-have" đối với những người mê tốc độ, chứ không phải về số lượng. Có tới 40 trường đua khác nhau mô phỏng từ những trường đua có thật trên thế giới như Bathurst, Spa-Francorchamps hay Suzuka, hay thậm chí cả những trường đua giả tưởng bên trong thành phố Luân Đôn và Thượng Hải.

## Đánh giá
Shift 2: Unleashed nhận được nhiều đánh giá tích cực. Tập hợp các review từ trang web GameRankings và Metacritic dành cho phiên bản trên PC là 83.08% và 84/100, phiên bản Xbox 360 là 81.91% và 82/100 phiên bản trên PlayStation 3 là 80.40% và 81/100.
GameTrailers đánh giá game với 8.9/10 điểm: "Không có nhiều đột phá, nhưng gameplay của trò chơi sẽ làm bạn phải đổ mồ hồi dưới áp lực đua vô cùng thực tế của nó."
Trò chơi nhận được 8/10 điểm từ Eurogamer: "Việc tập trung vào hệ thống trải nghiệm đã khiến cho mọi cuộc đua trở nên vô cùng ý nghĩa và sống động, cho dù bạn có thắng hay thua đi chăng nữa."
GameSpot chấm trò chơi 7,5/10: "Shift 2 có thể chưa hoàn thiện về các tính năng mô phỏng, nhưng nó đem lại cho bạn cảm giác hồi hộp và đắm chìm trong thế giới đua xe đầy sự bận rộn."